# Natalichthys leptus
Natalichthys leptus är en fiskart som beskrevs av Winterbottom, 1980. Natalichthys leptus ingår i släktet Natalichthys och familjen Pseudochromidae. Inga underarter finns listade i Catalogue of Life.